# Kreis Tepelena

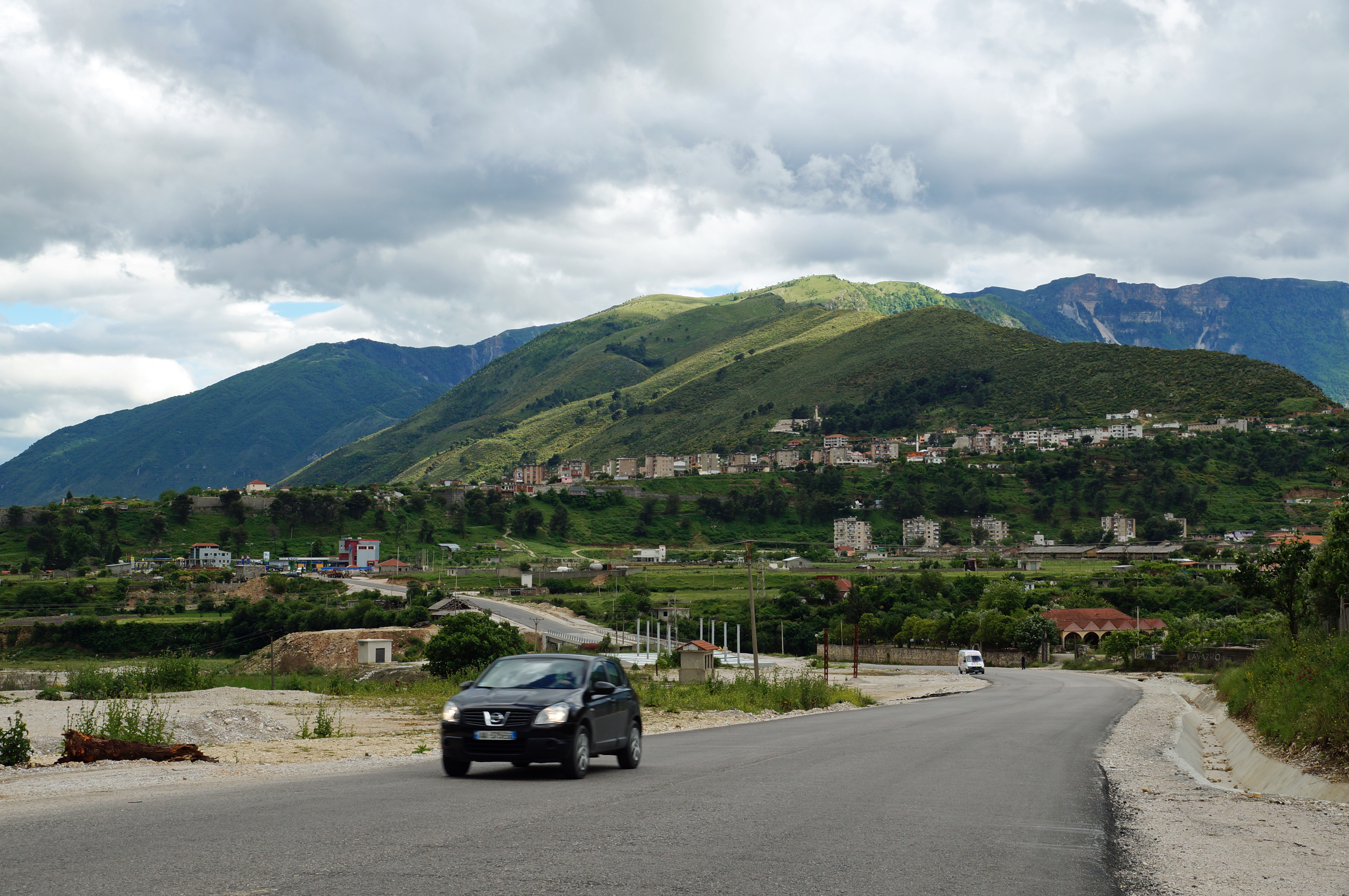
Tepelena und Umgebung

Der Kreis Tepelena (albanisch Rrethi i Tepelenës) war einer der 36 Verwaltungskreise Albaniens, die im Sommer 2015 nach einer Verwaltungsreform aufgehoben worden sind. Das Gebiet mit einer Fläche von 817 Quadratkilometern liegt im zentralen Bergland Südalbaniens und gehört zum Qark Gjirokastra. Benannt war der Kreis nach dem Hauptort Tepelena.
Der Kreis Tepelena hatte 19.606 Einwohner (2011). Rund drei Viertel der Bevölkerung zählt sich zu den Bektaschi, der Rest ist zur Hälfte orthodox.

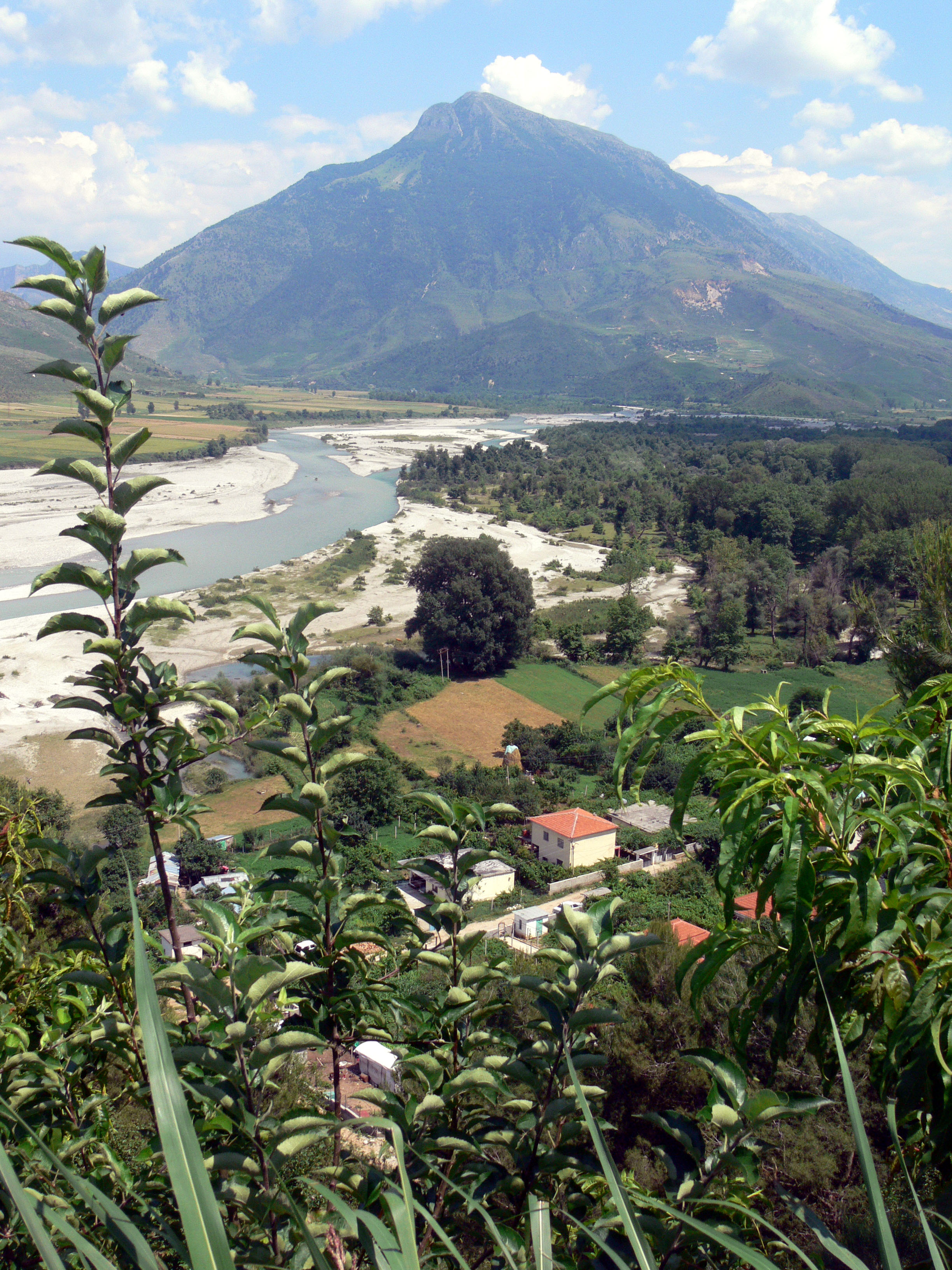
Die Vjosa bei Tepelena gegen die Lunxherië

Das Gebiet des Kreises umfasst einen Abschnitt des Tals der Vjosa sowie einige Seitentäler im Hügel- und Bergland Südalbaniens zwischen Gjirokastra, Ballsh und Berat. An den Rändern im Westen und Osten erheben sich mächtige Berge, so die Maja e Këndrevicës mit 2122 m ü. A. westlich von Tepelena. Im Osten durchstößt die Vjosa in der Schlucht Gryka e Këlcyrës eine Bergkette. Darauf vereinigt sie sich wenig südlich von Tepelena mit dem Drino und am nördlichen Stadtrand mit der Bënça. Im weiteren Verlauf nach Nordwesten zur Adria weitet sich das Tal der Vjosa immer mehr, wie auch das Bergland nach Nordwesten immer flacher wird.
Im Südwesten liegt das Kurvelesh, eine abgeschiedene Bergregion. Die unberührte Landschaft des Kurvelesh ist geprägt vom Karst-Gestein, das zahlreiche Schluchten und Höhlen formte. In der landschaftlich reizvollen Gegend gibt es Ansätze von Ökotourismus.
Abseits des Vjosa-Tals und der Straße von Fier in Mittelalbanien nach Tepelena sind die meisten Gebiete sehr schlecht erschlossen. Die Straße Fier–Tepelena (SH 4) ist die wichtigste Verbindung nach Südalbanien und stellt auch eine Verbindung nach Griechenland dar. Zur besseren Erschließung des Südens wurde 2012 eine neue Trasse von Fier durch das Vjosa-Tal nach Tepelena gebaut.

## Gemeinden
Das Gebiet des Kreises ist seit 2015 in die Gemeinden (bashkia) Tepelena und Memaliaj aufgeteilt, die anderen Gemeinden wurden eingegliedert.
| Name            | Einwohner | Gemeindeart | Gehört seit 2015 zu |
| --------------- | --------- | ----------- | ------------------- |
| Memaliaj        | 2.647     | Bashkia     | Memaliaj            |
| Tepelena        | 4.342     | Bashkia     | Tepelena            |
| Buz             | 737       | Komuna      | Memaliaj            |
| Fshat Memaliaj  | 1.606     | Komuna      | Memaliaj            |
| Krahës          | 2.554     | Komuna      | Memaliaj            |
| Kurvelesh       | 705       | Komuna      | Tepelena            |
| Lopës           | 723       | Komuna      | Tepelena            |
| Luftinja        | 1.734     | Komuna      | Memaliaj            |
| Qendër Tepelena | 3.179     | Komuna      | Tepelena            |
| Qesarat         | 1.379     | Komuna      | Memaliaj            |